# Liste der Kulturdenkmäler in Kempfeld
In der Liste der Kulturdenkmäler in Kempfeld sind alle Kulturdenkmäler der rheinland-pfälzischen Ortsgemeinde Kempfeld einschließlich des Ortsteils Katzenloch aufgeführt. Grundlage ist die Denkmalliste des Landes Rheinland-Pfalz (Stand: 12. Juni 2023).

## Denkmalzonen
| Bezeichnung            | Lage                             | Baujahr | Beschreibung | Bild                           |
| ---------------------- | -------------------------------- | ------- | --- | ------------------------------ |
| Denkmalzone Wildenburg | Kempfeld, südlich des Ortes Lage | 1328    | 1328 von Wildgraf Friedrich von Kyrburg gegründet, Sitz eines wild- und rheingräflichen Amtmannes; erhalten Grundmauern und Reste einer Zisterne der Oberburg, die ehemalige Unterburg ab 1859 neu errichtet: Torturm, ehemaliges Forsthaus (teilweise Fachwerk, Mansarddach), Scheune, niedrige Wirtschaftsgebäude | weitere Bilder Fotos hochladen |

## Einzeldenkmäler
| Bezeichnung         | Lage                                                       | Baujahr                     | Beschreibung | Bild                           |
| ------------------- | ---------------------------------------------------------- | --------------------------- | --- | ------------------------------ |
| Grabsteine          | Kempfeld, Hauptstraße, auf dem Friedhof Lage               | ab 1768                     | verschiedene Grabsteine, unter anderem Grabplatte J. V. Oberheim, 1768; skulptiertes Grabmal Familie Fuchs, Grabstele M. E. Fuchs, 1902 | weitere Bilder Fotos hochladen |
| Evangelische Kirche | Kempfeld, Hauptstraße 15 Lage                              | 1912                        | quergerichteter Jugendstil-Saalbau mit Westturm, 1912, Architekt August Senz, Düsseldorf | weitere Bilder Fotos hochladen |
| Wohnhaus            | Kempfeld, Herrsteinerstraße 2 Lage                         | 1763                        | stattliches barockes Wohnhaus, teilweise Fachwerk (verschiefert), Krüppelwalmdach, bezeichnet 1763 | Fotos hochladen                |
| Wohnhaus            | Kempfeld (Wildenburger Straße 115), südlich des Ortes Lage | Anfang des 20. Jahrhunderts | ehemaliges Forsthaus, auch als Hommels Villa oder Haus Herrenflur bezeichnet; asymmetrischer, vielgliedriger Baukörper, Heimatstil- und expressionistische Motive, Anfang des 20. Jahrhunderts, Bauherr Fabrikant Hermann Alexander Hommel, Architekt Albert Friedrich Speer | Fotos hochladen                |
| Hotel und Gasthaus  | Katzenloch, Hauptstraße Katzenloch 12 Lage                 | frühes 20. Jahrhundert      | blockhafter Bau, vielgliedrige Dachlandschaft, frühes 20. Jahrhundert | Fotos hochladen                |
| Hammerwerk          | Katzenloch, Hauptstraße Katzenloch 20 Lage                 | um 1758                     | ehemaliges Hammerwerk; zwei oberschlächtige Wasserräder des 1758 bis 1870/72 arbeitenden Hammerwerks | weitere Bilder Fotos hochladen |